# Yei Theodora Ozaki
Yei Theodora Ozaki (英子セオドラ尾崎, Eiko Seodora Ozaki, décembre 1870 - 28 décembre 1932) est une traductrice japonaise du début du XXe siècle de nouvelles et contes de fée japonais. Ses traductions sont assez libres mais étaient très populaires et réimprimées plusieurs fois après sa mort.

## Biographie
Selon A Biographical Sketch de Mary Crawford Fraser (en), inclus dans le document d'introduction à « Guerriers de l'ancien Japon et autres histoires », Ozaki a suivi un parcours atypique. Elle était la fille du baron Ozaki, l'un des premiers Japonais à étudier en Occident, et de Bathia Catherine Morrison, fille de William Morrison, un de leurs professeurs. Ses parents se séparent après cinq ans de mariage et sa mère conserve la garde de leurs trois filles jusqu'à ce qu'elles deviennent adolescentes. À cette époque, Yei est envoyée vivre au Japon avec son père, ce qu'elle apprécie particulièrement. Plus tard, elle refuse un mariage arrangé, quitte la maison de son père et devient enseignante et secrétaire afin de gagner de l'argent. Au fil des ans, elle va et vient entre le Japon et l'Europe, comme où ses emplois et obligations familiales l'y emmènent et vit dans des endroits aussi divers que l'Italie et l'étage supérieur exposé à tous les vents d'un temple bouddhiste.
Tout ce temps, ses lettres étaient souvent faussement distribuées à l'homme politique japonais Yukio Ozaki qui n'était pas parent, et les siennes à elle. En 1904, ils se rencontrent finalement et bientôt se marient.

## Ouvrages
- Contes de fée japonais (1908), aussi intitulé The Japanese Fairy Book (1903)[1]
- Guerriers de l'ancien Japon et autres histoires
- Romances du vieux Japon
- Le cristal de Bouddha et autres contes de fées